# Fort VI w Poznaniu
Fort VI (Tietzen, Kazimierza Mielęckiego) – jeden z 18 fortów wchodzących w skład Twierdzy Poznań. Znajduje się na Podolanach przy ulicy Lutyckiej.

## Historia
Zbudowany został w latach 1879–1883, w pierwszym etapie budowy twierdzy fortowej. Fort otrzymał nazwę Tietzen na cześć Wilhelma von Tietzen (wcześniej nazwę tę nosił Bastion V Tietzen). W 1931 zmieniono patronów na polskich, Fort VI otrzymał imię kapitana Kazimierza Mielęckiego.
Podczas bitwy o Poznań, 6 lutego 1945 fort został zdobyty szturmem.
W 2009 roku Agencja Mienia Wojskowego sprzedała fort za 2,55 mln zł prywatnemu inwestorowi z Krakowa.
Teren fortu wchodzi w skład obszaru Natura 2000 (obszar specjalnej ochrony SOO „Fortyfikacje w Poznaniu”, symbol PLH300005).

## Lokalizacja i konstrukcja

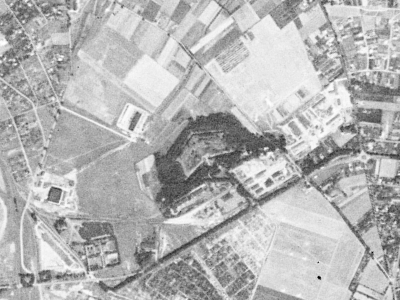
Zdjęcie satelitarne fortu (1965).

Dojazd do fortu drogą forteczną (przedłużenie ul. Dojazd) i drogą rokadową (ul. Lutycka, ul. Lechicka). W pobliżu obiektu znajdują się hale przemysłowe, szpital MSW, szpital wojewódzki.
Kąt między odcinkami czoła – 130°. Prochownia, podobnie jak w Forcie V, centralna pod nasypem osiowym (przy centralnej poternie).

### Przebudowy
W latach 1888–1889 fort był modernizowany. Rozebrano wtedy kaponierę czołową, zastępując ją kaponierą rewersową. Wzmocniono również mury i stropy. Zainstalowano również stanowisko obserwacyjne P.B.St.87. Ziemna bateria umieszczona na prawym barku, pierwotnie wyposażona w sześć stanowisk, została przedłużona do dziesięciu. W latach 1913–1914 w ramach kolejnej modernizacji wybudowano dwa schrony przy bateriach dołączonych. W sierpniu 1939 roku na wale wybudowano dwa schrony obserwacyjne.
W czasie wojny fosy fortu nie zostały zadaszone, a po wojnie fort zajmowało wojsko, przez co stan zachowania obiektu jest bardzo dobry.